# Carl Laux

Carl Laux

Carl Laux (* 2. Januar 1873 in Regensburg; † 29. Juli 1953 in Berg bei Neumarkt in der Oberpfalz) war Gutsbesitzer und Mitglied des Deutschen Reichstags.

## Leben
Laux besuchte die Volksschule zu Regensburg von 1878 bis 1882, das Gymnasium zu Regensburg bis 1892, die Kriegsschule zu München 1893/94 und die landwirtschaftliche Akademie Weihenstephan zu Freising 1901/02.  1892 trat er als Fahnenjunker beim Königlich Bayerischen 11. Infanterie-Regiment zu Regensburg ein und wurde 1894 zum Leutnant befördert. Wegen Dienstbeschädigung wurde er mit Pension und der Erlaubnis zum Tragen der Uniform 1901 verabschiedet. Danach war er Gutsbesitzer in Salching seit 1902.
Von 1912 bis 1918 war er Mitglied des Deutschen Reichstags für den Wahlkreis Niederbayern 2 (Straubing, Bogen, Landau, Vilshofen) und den Bayerischen Bauernbund. Bei der Reichstagswahl 1912 verzichteten die liberalen Parteien auf einen eigenen Kandidaten und forderten zur Wahl von Laux auf. In der Stichwahl unterstützten auch die Sozialdemokraten den Bauernbundskandidaten.
In Salching gibt es eine Carl-Laux-Straße.